# Martin Schmidt (Judoka)
Martin Schmidt (* 4. Juli 1969 in Berlin) ist ein deutscher Judoka.

## Biographie
Martin Schmidt hat zwei Schwestern und zwei Brüder. Während der Schulzeit hatte er sich in verschiedenen in der Schule angebotenen Sportarten ausprobiert. 1977 meldete ihn seine Schwester bei der ASG Wilhelmshagen im Judo an. Dort zeigte sich sein Talent, so dass er 1979 in das Leistungssportzentrum der BSG Rotation Berlin in Berlin-Mitte wechselte. Im Jahr 1984 wurde er  auf die Kinder- und Jugendsportschule delegiert und durch den Trainer Jochen Bech an die Leistungsspitze herangeführt. Im Juniorenbereich unter der Führung seines Trainers Detlef Ultsch konnte Schmidt erste Erfolge verbuchen. 1988 errang er in der Gewichtsklasse (GK) -60 kg bei den Meisterschaften des Deutschen Judo-Verbandes der DDR erstmals einen Landesmeistertitel bei den Senioren. Nach zwei 5. Plätzen bei den vorherigen Europameisterschaften der Junioren gewann er 1989 den Junioren-Europameistertitel in der GK -65 kg.
Der internationale Durchbruch in der GK -65 kg gelang ihm im Seniorenbereich 1991 mit dem Gewinn der Bronzemedaille bei den Europameisterschaften in Prag. 1992 gewann er die Deutsche Meisterschaft in der GK -71 kg und das A-Turnier in Budapest. Dennoch blieb ihm die Teilnahme an den Olympischen Spielen noch verwehrt. Im selben Jahr gewann er mit der Mannschaft des SC Berlin den Europapokal in Paris. Unter den Trainern Jochen Bech, Detlef Ultsch und Bundestrainer Dietmar Hötger reifte er zu einem Spitzenjudoka heran. Im November 1994 gelang ihm in Japan als erstem nicht-asiatischen Judoka in der GK -71 kg der Gewinn des Jigoro Kano Cup. 1995 gewann er die Europameisterschaften in Birmingham und galt seitdem als einer der weltbesten Uchi-mata Werfer und Bodenkämpfer. Im Frühjahr 1996 zog er sich einen Innenbandabriss im Knie zu. Trotz dieses Handicaps erreichte er Platz 7 bei den Olympischen Spielen in Atlanta.
Nach der Operation dauerte es fast zwei Jahre, bis er den Anschluss an die Weltspitze wieder erlangte. Mit dem wiederholten Gewinn des World Masters, zuletzt 1999 in München, weiteren Turniererfolgen und der Nominierung zu den Olympischen Spielen 2000 in Sydney bestätigte er seine Spitzenposition in der GK -71 kg. Er gewann insgesamt 7 Weltcupturniere und ist damit im deutschen Judo führend.
Als „Mister Bundesliga“ (jahrelang ohne Niederlage in der 1. BL) gewann er mit dem JC 90 Frankfurt (Oder) zweimal den Deutschen Mannschaftsmeistertitel und kämpfte ab 2003 ungeschlagen für den JC Eberswalde in der 2. Deutsche Judo-Bundesliga.
Beruflich ist Martin Schmidt im Sportbereich tätig. Er leitet die Sportgeschäftsstelle der Dresdner Bank AG in der Region Ost, betreut Betriebssportgruppen, organisiert Events und Bereiche der betrieblichen Gesundheitsförderung.

## Sportliche Erfolge
- 1988: DDR-Meister; 1. Horst Wolf Gedenkturnier 1. Platz
- 1989: 1. EM U 21, 3. Tournoi de Paris, DDR-Meisterschaft 3. Platz; 2. Horst Wolf Gedenkturnier 1. Platz
- 1991: 3. EM, 2. World Masters
- 1992: 1. DM, 1. EC
- 1993: 1. DM, 1. IT Paris, 1. IT Leonding
- 1994: 2. DM, 1. Jigoro Kano Cup, 3. Tournoi de Paris
- 1995: 1. EM, 2. Paris, 2. World Masters, 1. DM
- 1996: 3. IT Paris, 1. World Masters, 7. Platz bei den Olympischen Spielen Atlanta
- 1998: 3. World Masters, 5. Shoriki Cup
- 1999: 1. IT München, 3. IT Prag
- 2000: 3. IT München, 2. IT Prag, 3. IT Rom

Bundesliga
- JC 90 Frankfurt (Oder)  2× Deutscher Meister 1998 und 1999
- JC 90 Frankfurt (Oder) 3× Vize-DM 1997, 2001 und 2002

2. Bundesliga
- JC Eberswalde 2004 3. Platz
- JC Eberswalde 2003 und 2005 2. Platz (Vize-Meister)
- JC Eberswalde 2006 1. Platz (Aufstieg in die erste Bundesliga)